# Санкт-галленский кодекс
Санкт-галленский кодекс (лат. Codex Sangallensis; условное обозначение: Δ или 037) — унциальный манускрипт IX века на греческом и латинском языках, содержащий текст четырёх Евангелий, на 198 пергаментных листах (23 x 18,5 см). Рукопись получила название по месту своего происхождения.

## Особенности рукописи
Текст на листе расположен в две колонки по 17 строк каждая. Рукопись имеет только одну лакуну (Иоанн 19,17-35). Рукопись была издана в 1836 г. Реттигом X. С. М. (Rettig Η. С. Μ.).
Текст Иоанн 8:1-11 опущен.
В настоящее время рукопись хранится в библиотеке монастыря святого Галла (48), в Санкт-Галлене, Швейцария.
В Евангелие от Марка текст рукописи отражает александрийский тип текста (подобный Королевскому кодексу). В остальных евангелиях византийский тип текста. Рукопись отнесена к III категории Аланда.